# 梅戸勝之進
梅戸 勝之進（うめど かつのしん、生年不明 - 1876年以前）は、新選組隊士。
慶応2年（1866年）頃に新選組に入隊。慶応3年（1867年）6月には、見廻組並御雇の格を受けている。天満屋事件では斎藤一を助けて重傷を負った。鳥羽・伏見の戦いには旗役として新選組に従軍。顔に生々しい刀痕が残っていたという。甲州勝沼の戦い後、斎藤一らと共に会津へ赴き駕籠役を務める。その後、9月12日に仙台で降伏。
その後の消息は不明。新選組慰霊碑の建立された明治9年（1876年）以前に没したと思われる。